# Kłodnica (województwo lubuskie)
Kłodnica (niem. Abbau Sorge) – wieś w Polsce, położona w województwie lubuskim, w powiecie świebodzińskim, w gminie Łagów.
| SIMC    | Nazwa    | Rodzaj     |
| ------- | -------- | ---------- |
| 0911374 | Jesionki | przysiółek |
| 0911405 | Troszki  | przysiółek |

W latach 1975–1998 miejscowość administracyjnie należała do województwa zielonogórskiego.

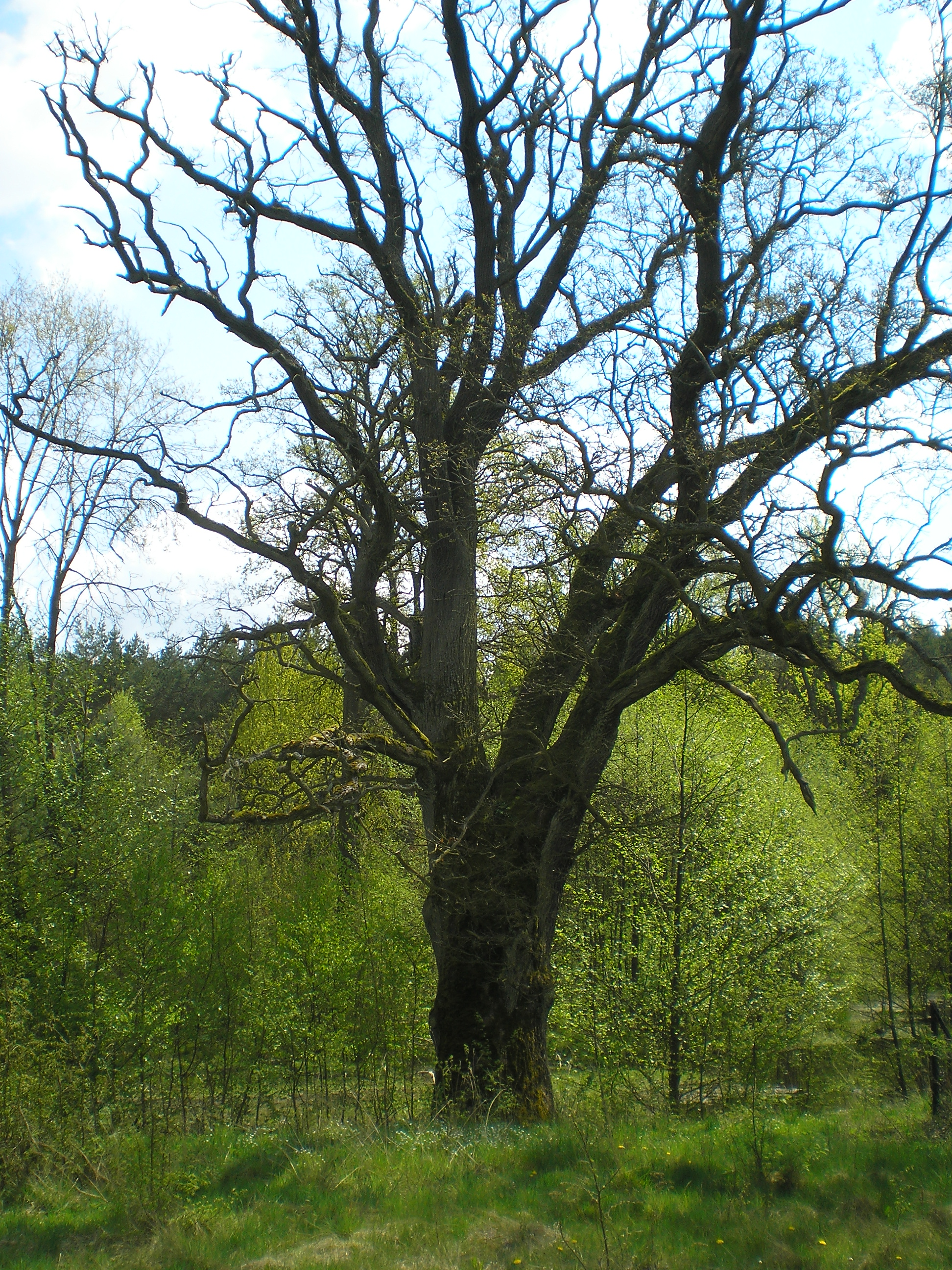
Dąb nad stawem - pomnik przyrody
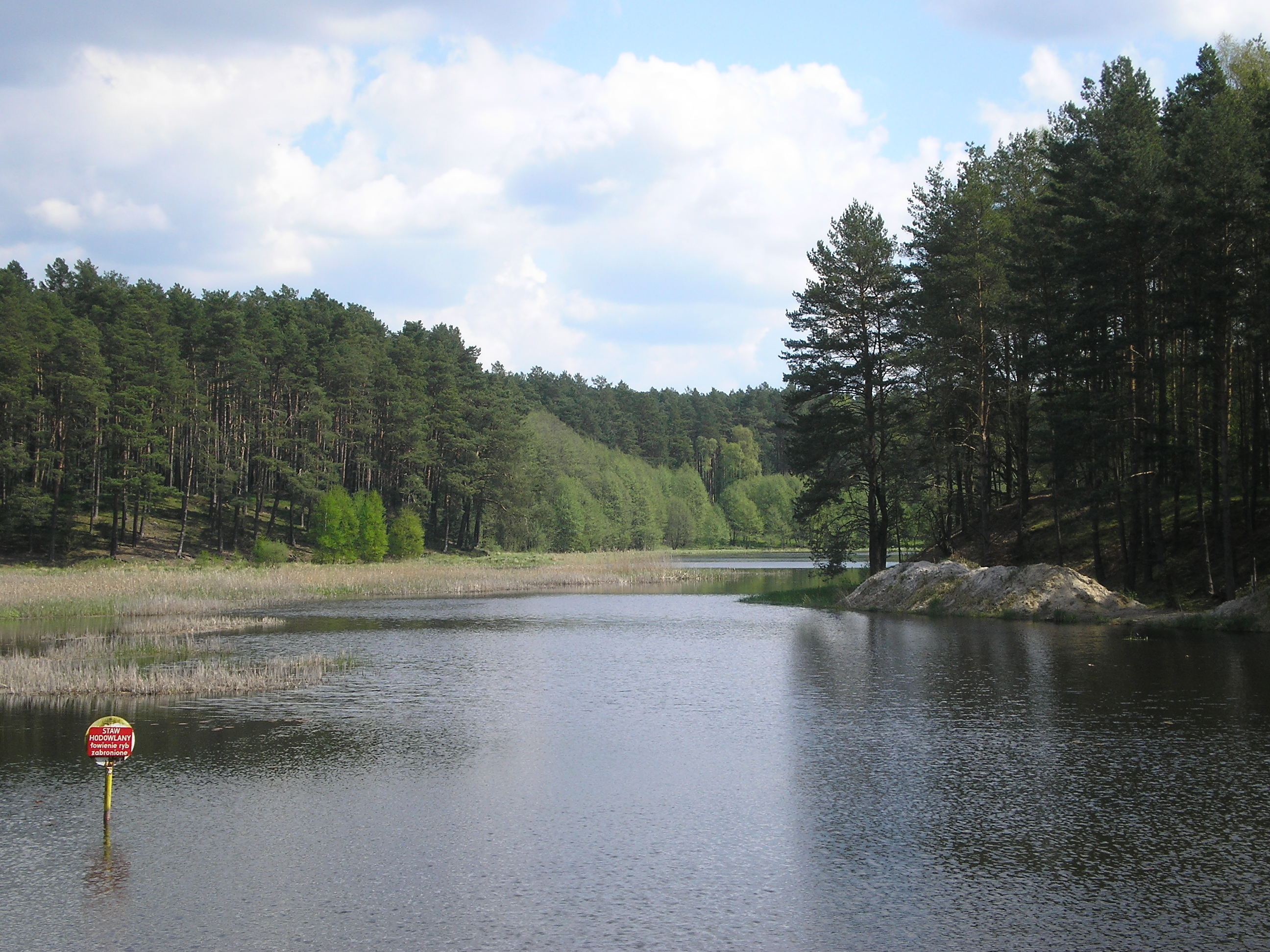
Stawy hodowlane w Kłodnicy